# Караасар
Караасар (Кара-асар, каз. Қараасар) — городище, относящееся к Джетыасарской культуре. Находится в 45 км к югу от села Жосалы, центра Кармакшинского района Кызылординской области Казахстана.
Городише Караасар открыто в 1946 году Хорезмской археологическо-этнографической экспедицией под руководством С. П. Толстова. Экспедиция также составила план городища. Судя по найденным остаткам предметов быта и хозяйства, поселение относится к III в. до н. э. — III в. н. э. Жители Караасара занимались земледелием и скотоводством.